# Dendrobium nobile
Espèce
Classification phylogénétique
Statut CITES
Dendrobium nobile, aussi appelée "orchidée bambou", est une espèce de plantes à fleurs de la famille des Orchidaceae originaire d'Asie. C'est la fleur officielle de l'État indien du Sikkim.
Elle fait partie des 50 plantes fondamentales de la médecine traditionnelle chinoise.

## Étymologie
- Dendrobium se compose des mots grecs: "dendro" = arbre; "bios" = vie ; littéralement qui vit sur les arbres (genre épiphyte).
- Nobile provient du latin "nobilis" = noble.

## Répartition
Nord-Est de l'Inde, Sud de la Chine, Thaïlande, Taïwan ainsi que dans l'archipel des Comores. Encore assez peu étudiée à Mayotte.

## Description

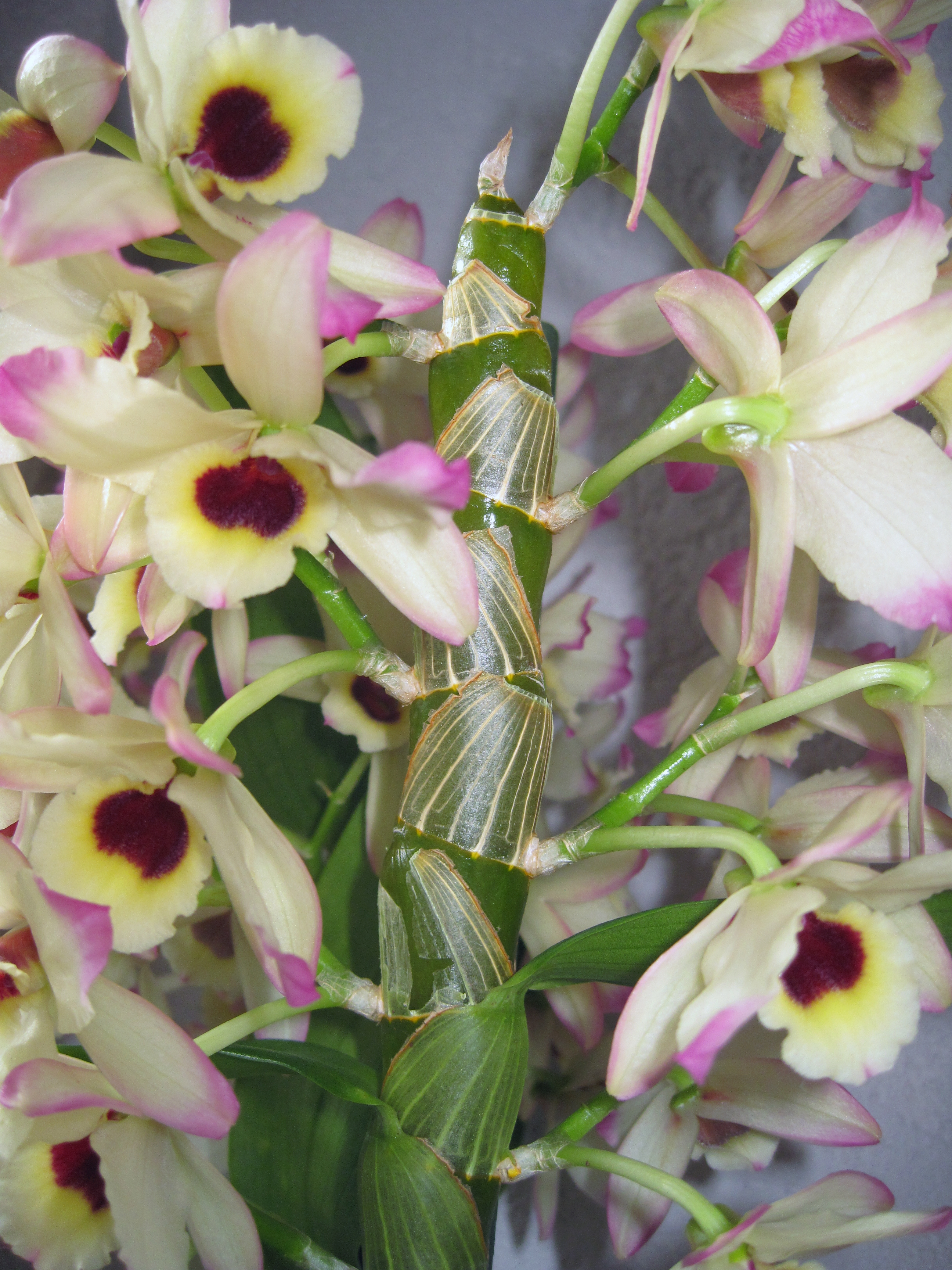
Les fleurs sont disposées le long de la tige.

Dendrobium nobile est une orchidée à croissance sympodiale qui forme au printemps de longs pseudo-bulbes en forme de canne verte et charnue, dressée de 30 à 75 cm de hauteur.
Les feuilles coriaces alternées, elliptiques-lancéolées, mesure de 7 à 11 cm sur 2 à 3 cm, sont disposées le long de la canne et tombent après deux ans.
Cette orchidée ne produit pas de hampe florale. Les fleurs de 4 à 7 cm de diamètre, de longue durée de vie et parfumées, allant du blanc au rose, apparaissent en fin d'hiver et au printemps et sont disposées le long de la tige en groupe de une à trois. Les grands spécimens peuvent porter 200 à 300 fleurs en même temps.
La fin de la période de croissance est marquée par l'apparition d'une fleur unique au sommet de la canne. La plante doit alors être placée au repos (arrêt de la fertilisation et moins d'arrosage).
Comme toutes les orchidées, la plante peut produire des keikis.

## Culture
L'orchidée bambou apprécie un substrat bien drainé.
Elle est rustique jusqu'à 5 °C et doit être placée à l'extérieur tant que les températures restent au-dessus de 5 °C. En automne, l'induction florale nécessite environ 10 °C d'écart entre les températures de jour et de nuit et une réduction de l'arrosage (placer en plein soleil et à l'abri de la pluie en extérieur). Ensuite, elle doit être placée en conditions fraîches et lumineuses (moins de 50 cm d'une fenêtre avec 4 h minimum de soleil direct) en fin d'automne et en hiver. Eviter le plein soleil aux heures les plus chaudes au printemps et en été. En période de croissance, la température idéale se situe entre 20 et 25 °C.
Apporter de l'engrais régulièrement pendant toute la période de floraison.

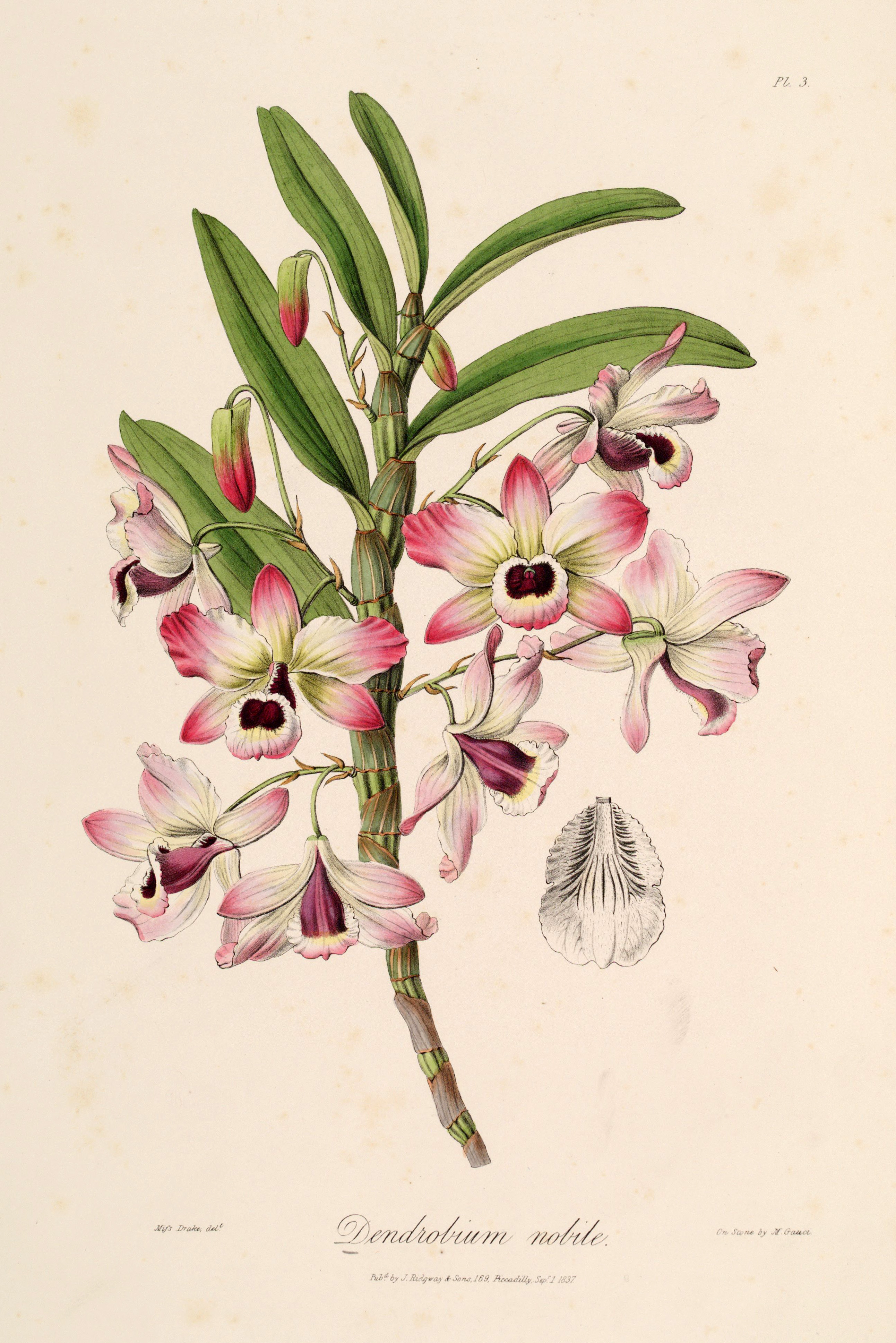
Planche de John Lindley, 1838.
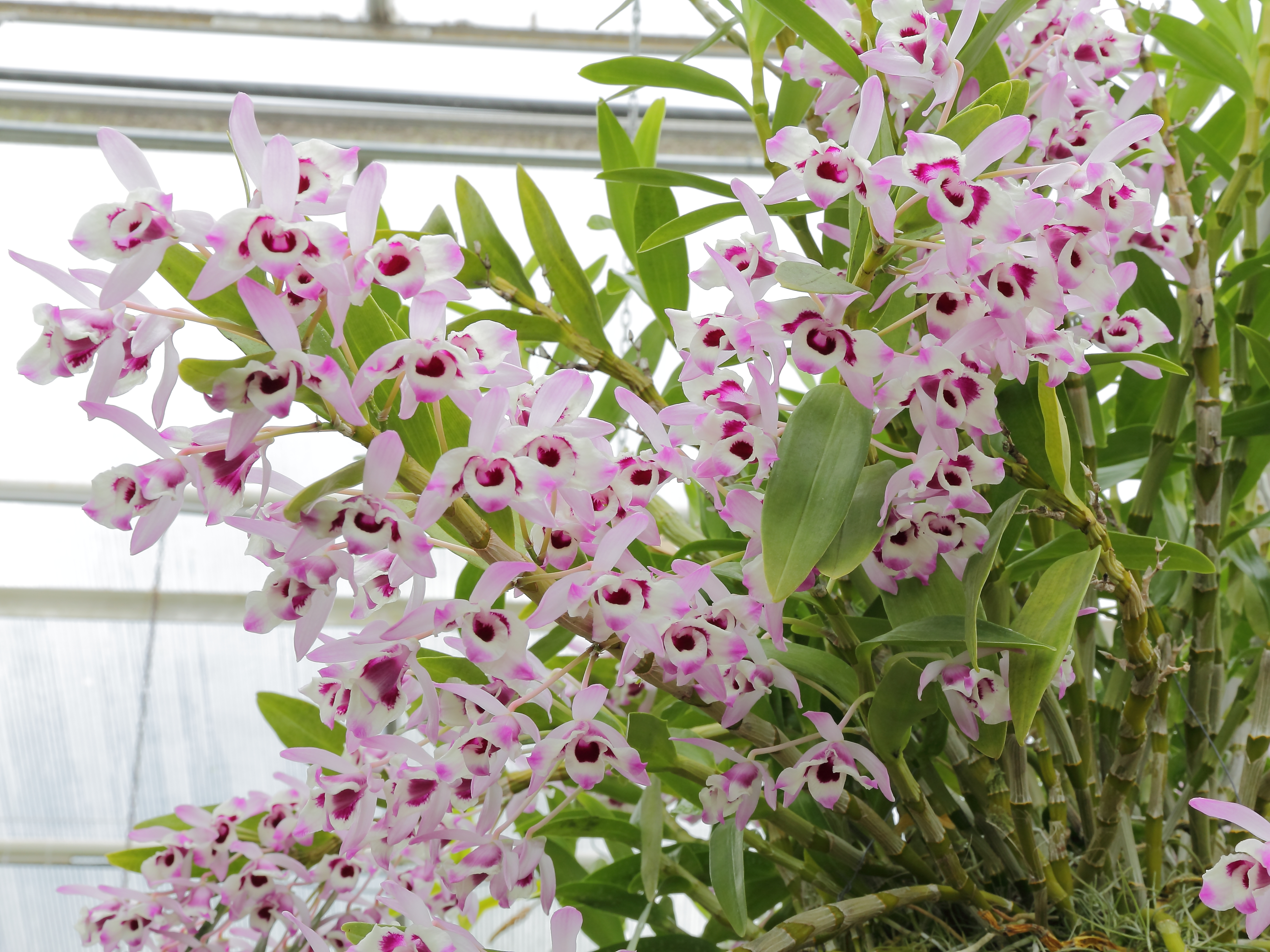
Orchidées Dendrobium nobile.
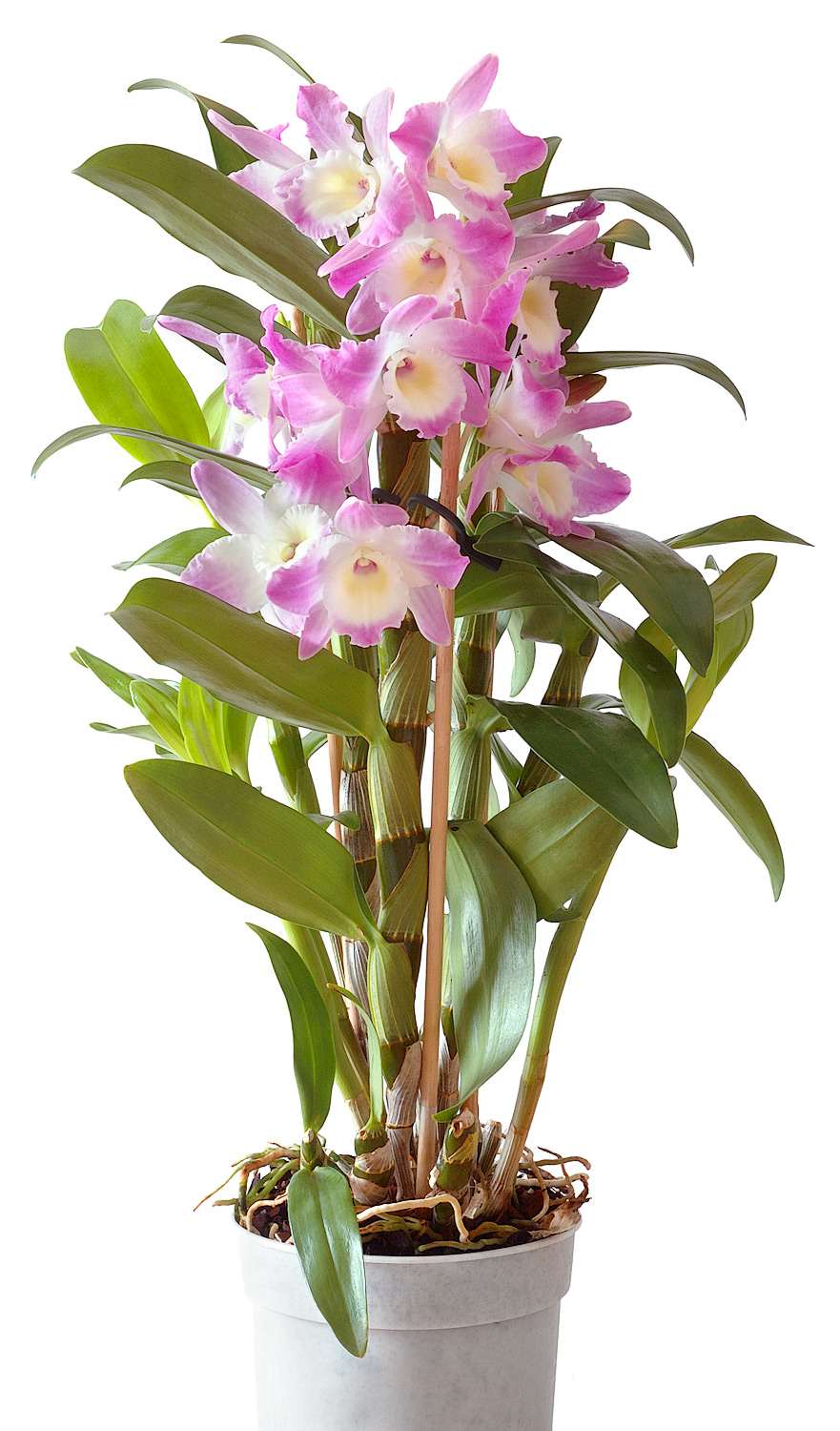
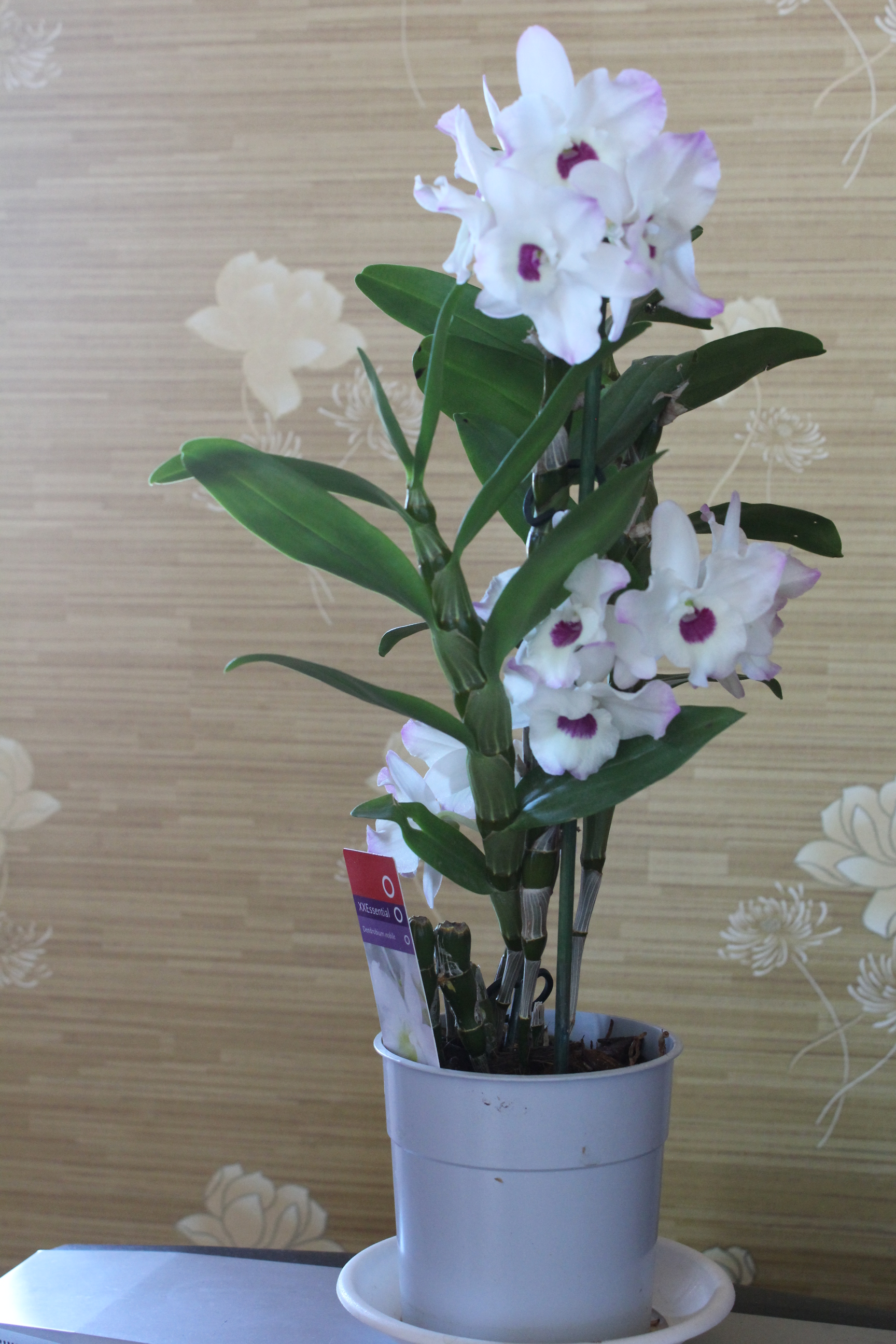
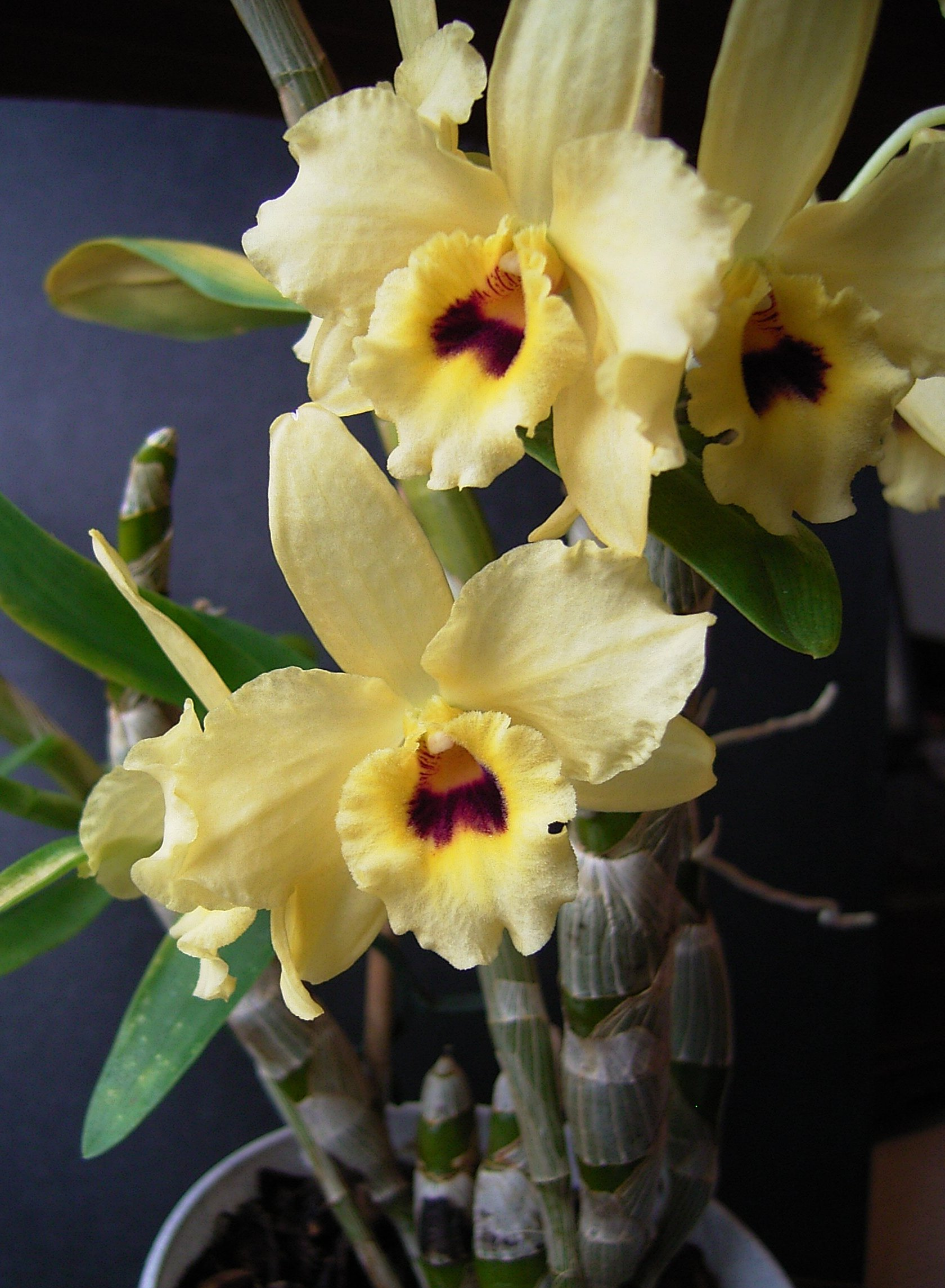
Hybride de D. nobile.